# جو لدلی
جوزف کریستوفر لدلی (انگلیسی: Joseph Christopher Ledley؛ زادهٔ ۲۳ ژانویهٔ ۱۹۸۷) بازیکن فوتبال اهل ولز است.
از باشگاه‌هایی که در آن بازی کرده‌است می‌توان به کاردیف سیتی، سلتیک، کریستال پالاس، دربی کانتی و چارلتون اتلتیک اشاره کرد.
وی سابقه عضویت در تیم ملی فوتبال ولز را نیز دارد.